# GCompris
GCompris (französisch j'ai compris, deutsch ich habe verstanden) ist eine freie Lernsoftware für Grundschulen. Die Zielgruppe sind Kinder im Alter von 2 bis 10 Jahren.
Die Suite GCompris ist in mehreren Sprachen und für Plattformen erhältlich und wurde unter der Lizenz GNU GPLv3 veröffentlicht. Ursprünglich wurde das System für GNU/Linux entwickelt. Die Windows-Version stellt nur eine eingeschränkte Anzahl der umfangreichen Funktionen bereit. Diese Beschränkung kann allerdings durch eine kostenpflichtige Aktivierung aufgehoben werden.
GCompris bietet über 100 sogenannte Aktivitäten aus folgenden Bereichen:
- Tastatur, Maus, Mausbewegungen
- Zählen, Grundrechenarten, die Uhrzeit
- Länder auf einer Karte anordnen, der Wasserkreislauf, das U-Boot
- Knobelspiele, Schach, Memory
- Leseübungen.